# Liste der Gemeinden im Landkreis Passau

Karte des Landkreises Passau

Die Liste der Gemeinden im Landkreis Passau gibt einen Überblick über die Verwaltungseinheiten des Landkreises. Es gibt 38 politische Gemeinden, von denen 32 eine eigene Verwaltung haben, und 3 Verwaltungsgemeinschaften.

## Legende
- Verwaltungseinheit: Name der Gemeinde und Angabe der Gemeindeart: Gemeinde (–), Markt (M), Stadt (St), Große Kreisstadt (GKSt) oder Name der Verwaltungsgemeinschaft. Einheitsgemeinden (in Bayern gesetzlich nicht vorgesehen) und Verwaltungsgemeinschaften sind fett gedruckt
- GT: Gemeindeteile der Gemeinde. Der Wiki-Link ist mit der Gemeindegliederung der jeweiligen Gemeinde verknüpft.
- VG: Zeigt ggf. an, ob eine Gemeinde zu einer Verwaltungsgemeinschaft gehört
- Karte: Zeigt die Lage der Gemeinde im Landkreis
- Fläche: Fläche der Stadt beziehungsweise Gemeinde, angegeben in Quadratkilometer
- Einwohner: Zahl der Menschen, die in der Gemeinde beziehungsweise Stadt leben (Stand: 31. Dezember 2023[1])
- EW-Dichte: Angegeben ist die Einwohnerdichte, gerechnet auf die Fläche der Verwaltungseinheit, angegeben in Einwohner pro km2 (Stand: 31. Dezember 2023[2])
- Statistik: Link zur kommunalen Statistik des Bayerischen Landesamts für Statistik
- Website: Website der Gemeinde bzw. der Verwaltungsgemeinschaft

## Gemeinden
| Verwaltungseinheit                     | Wappen                                      | GT  | VG             | Karte                                                               | Fläche in km²   | Einwohner      | Einwohner je km² | Statistik | Website |
| -------------------------------------- | ------------------------------------------- | --- | -------------- | ------------------------------------------------------------------- | --------------- | -------------- | ---------------- | --------- | ------- |
| Landkreis Passau                       | Wappen des Landkreises Passau               |     |                | Der Landkreis Passau                                                | 1530.07 (100 %) | 194068 (100 %) | 127              | [ 3 ]     | [ 4 ]   |
| Verwaltungsgemeinschaft Aidenbach      |                                             |     | Aidenbach      | Lage der Verwaltungsgemeinschaft Aidenbach im Landkreis Passau      | 37.49 (2.5 %)   | 4305 (2.2 %)   | 115              |           |         |
| Verwaltungsgemeinschaft Rotthalmünster |                                             |     | Rotthalmünster | Lage der Verwaltungsgemeinschaft Rotthalmünster im Landkreis Passau | 69.79 (4.6 %)   | 5896 (3 %)     | 84               |           |         |
| Verwaltungsgemeinschaft Tittling       |                                             |     | Tittling       | Lage der Verwaltungsgemeinschaft Tittling im Landkreis Passau       | 39.52 (2.6 %)   | 5640 (2.9 %)   | 143              |           |         |
| Aicha vorm Wald                        | Wappen der Gemeinde Aicha vorm Wald         | 32  |                | Lage der Gemeinde Aicha vorm Wald im Landkreis Passau               | 20.35 (1.3 %)   | 2466 (1.3 %)   | 121              | [ 5 ]     | [ 6 ]   |
| Aidenbach, M                           | Wappen der Gemeinde Aidenbach               | 19  | Aidenbach      | Lage der Gemeinde Aidenbach im Landkreis Passau                     | 17.1 (1.1 %)    | 3054 (1.6 %)   | 179              | [ 7 ]     | [ 8 ]   |
| Aldersbach                             | Wappen der Gemeinde Aldersbach              | 52  |                | Lage der Gemeinde Aldersbach im Landkreis Passau                    | 45.8 (3 %)      | 4280 (2.2 %)   | 93               | [ 9 ]     | [ 10 ]  |
| Bad Füssing                            | Wappen der Gemeinde Bad Füssing             | 41  |                | Lage der Gemeinde Bad Füssing im Landkreis Passau                   | 55.06 (3.6 %)   | 7767 (4 %)     | 141              | [ 11 ]    | [ 12 ]  |
| Bad Griesbach im Rottal, St            | Wappen der Gemeinde Bad Griesbach im Rottal | 105 |                | Lage der Gemeinde Bad Griesbach im Rottal im Landkreis Passau       | 70.13 (4.6 %)   | 8862 (4.6 %)   | 126              | [ 13 ]    | [ 14 ]  |
| Beutelsbach                            | Wappen der Gemeinde Beutelsbach             | 30  | Aidenbach      | Lage der Gemeinde Beutelsbach im Landkreis Passau                   | 20.39 (1.3 %)   | 1251 (0.6 %)   | 61               | [ 15 ]    | [ 16 ]  |
| Breitenberg                            | Wappen der Gemeinde Breitenberg             | 19  |                | Lage der Gemeinde Breitenberg im Landkreis Passau                   | 29.84 (2 %)     | 1968 (1 %)     | 66               | [ 17 ]    | [ 18 ]  |
| Büchlberg                              | Wappen der Gemeinde Büchlberg               | 36  |                | Lage der Gemeinde Büchlberg im Landkreis Passau                     | 28.12 (1.8 %)   | 4391 (2.3 %)   | 156              | [ 19 ]    | [ 20 ]  |
| Eging am See, M                        | Wappen der Gemeinde Eging am See            | 30  |                | Lage der Gemeinde Eging am See im Landkreis Passau                  | 23.66 (1.5 %)   | 4222 (2.2 %)   | 178              | [ 21 ]    | [ 22 ]  |
| Fürstenstein                           | Wappen der Gemeinde Fürstenstein            | 20  |                | Lage der Gemeinde Fürstenstein im Landkreis Passau                  | 19.3 (1.3 %)    | 3527 (1.8 %)   | 183              | [ 23 ]    | [ 24 ]  |
| Fürstenzell, M                         | Wappen der Gemeinde Fürstenzell             | 124 |                | Lage der Gemeinde Fürstenzell im Landkreis Passau                   | 79.36 (5.2 %)   | 8601 (4.4 %)   | 108              | [ 25 ]    | [ 26 ]  |
| Haarbach                               | Wappen der Gemeinde Haarbach                | 64  |                | Lage der Gemeinde Haarbach im Landkreis Passau                      | 47.71 (3.1 %)   | 2479 (1.3 %)   | 52               | [ 27 ]    | [ 28 ]  |
| Hauzenberg, St                         | Wappen der Gemeinde Hauzenberg              | 97  |                | Lage der Gemeinde Hauzenberg im Landkreis Passau                    | 82.79 (5.4 %)   | 12033 (6.2 %)  | 145              | [ 29 ]    | [ 30 ]  |
| Hofkirchen, M                          | Wappen der Gemeinde Hofkirchen              | 57  |                | Lage der Gemeinde Hofkirchen im Landkreis Passau                    | 32.7 (2.1 %)    | 3554 (1.8 %)   | 109              | [ 31 ]    | [ 32 ]  |
| Hutthurm, M                            | Wappen der Gemeinde Hutthurm                | 44  |                | Lage der Gemeinde Hutthurm im Landkreis Passau                      | 37.2 (2.4 %)    | 6335 (3.3 %)   | 170              | [ 33 ]    | [ 34 ]  |
| Kirchham                               | Wappen der Gemeinde Kirchham                | 27  |                | Lage der Gemeinde Kirchham im Landkreis Passau                      | 18.47 (1.2 %)   | 2686 (1.4 %)   | 145              | [ 35 ]    | [ 36 ]  |
| Kößlarn, M                             | Wappen der Gemeinde Kößlarn                 | 51  |                | Lage der Gemeinde Kößlarn im Landkreis Passau                       | 25.48 (1.7 %)   | 1894 (1 %)     | 74               | [ 37 ]    | [ 38 ]  |
| Malching                               | Wappen der Gemeinde Malching                | 52  | Rotthalmünster | Lage der Gemeinde Malching im Landkreis Passau                      | 25.24 (1.6 %)   | 1252 (0.6 %)   | 50               | [ 39 ]    | [ 40 ]  |
| Neuburg am Inn                         | Wappen der Gemeinde Neuburg am Inn          | 21  |                | Lage der Gemeinde Neuburg am Inn im Landkreis Passau                | 41.75 (2.7 %)   | 4443 (2.3 %)   | 106              | [ 41 ]    | [ 42 ]  |
| Neuhaus am Inn                         | Wappen der Gemeinde Neuhaus am Inn          | 19  |                | Lage der Gemeinde Neuhaus am Inn im Landkreis Passau                | 31.07 (2 %)     | 3453 (1.8 %)   | 111              | [ 43 ]    | [ 44 ]  |
| Neukirchen vorm Wald                   | Wappen der Gemeinde Neukirchen vorm Wald    | 41  |                | Lage der Gemeinde Neukirchen vorm Wald im Landkreis Passau          | 24.3 (1.6 %)    | 2995 (1.5 %)   | 123              | [ 45 ]    | [ 46 ]  |
| Obernzell; M                           | Wappen der Gemeinde Obernzell               | 21  |                | Lage der Gemeinde Obernzell im Landkreis Passau                     | 18.21 (1.2 %)   | 3608 (1.9 %)   | 198              | [ 47 ]    | [ 48 ]  |
| Ortenburg, M                           | Wappen der Gemeinde Ortenburg               | 112 |                | Lage der Gemeinde Ortenburg im Landkreis Passau                     | 60.74 (4 %)     | 7388 (3.8 %)   | 122              | [ 49 ]    | [ 50 ]  |
| Pocking, St                            | Wappen der Gemeinde Pocking                 | 68  |                | Lage der Gemeinde Pocking im Landkreis Passau                       | 68.86 (4.5 %)   | 16278 (8.4 %)  | 236              | [ 51 ]    | [ 52 ]  |
| Rotthalmünster, M                      | Wappen der Gemeinde Rotthalmünster          | 85  | Rotthalmünster | Lage der Gemeinde Rotthalmünster im Landkreis Passau                | 44.55 (2.9 %)   | 4644 (2.4 %)   | 104              | [ 53 ]    | [ 54 ]  |
| Ruderting                              | Wappen der Gemeinde Ruderting               | 22  |                | Lage der Gemeinde Ruderting im Landkreis Passau                     | 12.96 (0.8 %)   | 3031 (1.6 %)   | 234              | [ 55 ]    | [ 56 ]  |
| Ruhstorf an der Rott, M                | Wappen der Gemeinde Ruhstorf an der Rott    | 74  |                | Lage der Gemeinde Ruhstorf an der Rott im Landkreis Passau          | 51.46 (3.4 %)   | 7043 (3.6 %)   | 137              | [ 57 ]    | [ 58 ]  |
| Salzweg                                | Wappen der Gemeinde Salzweg                 | 52  |                | Lage der Gemeinde Salzweg im Landkreis Passau                       | 31.94 (2.1 %)   | 6521 (3.4 %)   | 204              | [ 59 ]    | [ 60 ]  |
| Sonnen                                 | Wappen der Gemeinde Sonnen                  | 21  |                | Lage der Gemeinde Sonnen im Landkreis Passau                        | 16.48 (1.1 %)   | 1426 (0.7 %)   | 87               | [ 61 ]    | [ 62 ]  |
| Tettenweis                             | Wappen der Gemeinde Tettenweis              | 62  |                | Lage der Gemeinde Tettenweis im Landkreis Passau                    | 28.7 (1.9 %)    | 1856 (1 %)     | 65               | [ 63 ]    | [ 64 ]  |
| Thyrnau                                | Wappen der Gemeinde Thyrnau                 | 44  |                | Lage der Gemeinde Thyrnau im Landkreis Passau                       | 33.73 (2.2 %)   | 4217 (2.2 %)   | 125              | [ 65 ]    | [ 66 ]  |
| Tiefenbach                             | Wappen der Gemeinde Tiefenbach              | 78  |                | Lage der Gemeinde Tiefenbach im Landkreis Passau                    | 49.71 (3.2 %)   | 6448 (3.3 %)   | 130              | [ 67 ]    | [ 68 ]  |
| Tittling, M                            | Wappen der Gemeinde Tittling                | 30  | Tittling       | Lage der Gemeinde Tittling im Landkreis Passau                      | 20.78 (1.4 %)   | 4102 (2.1 %)   | 197              | [ 69 ]    | [ 70 ]  |
| Untergriesbach, M                      | Wappen der Gemeinde Untergriesbach          | 106 |                | Lage der Gemeinde Untergriesbach im Landkreis Passau                | 73.56 (4.8 %)   | 6074 (3.1 %)   | 83               | [ 71 ]    | [ 72 ]  |
| Vilshofen an der Donau, St             | Wappen der Gemeinde Vilshofen an der Donau  | 135 |                | Lage der Gemeinde Vilshofen an der Donau im Landkreis Passau        | 86.29 (5.6 %)   | 18021 (9.3 %)  | 209              | [ 73 ]    | [ 74 ]  |
| Wegscheid, M                           | Wappen der Gemeinde Wegscheid               | 84  |                | Lage der Gemeinde Wegscheid im Landkreis Passau                     | 80.64 (5.3 %)   | 5389 (2.8 %)   | 67               | [ 75 ]    | [ 76 ]  |
| Windorf, M                             | Wappen der Gemeinde Windorf                 | 77  |                | Lage der Gemeinde Windorf im Landkreis Passau                       | 56.9 (3.7 %)    | 4971 (2.6 %)   | 87               | [ 77 ]    | [ 78 ]  |
| Witzmannsberg                          | Wappen der Gemeinde Witzmannsberg           | 29  | Tittling       | Lage der Gemeinde Witzmannsberg im Landkreis Passau                 | 18.74 (1.2 %)   | 1538 (0.8 %)   | 82               | [ 79 ]    | [ 80 ]  |